# Reverență
O reverență este actul de coborâre a trunchiului și a capului ca un gest social față de o altă persoană sau simbol. Este cel mai proeminent în culturile asiatice, dar este și tipic pentru nobilimea și aristocrația multor țări și în mod distinct în Europa. Uneori gestul se poate limita la coborârea capului, ca în Indonezia. Este destul de proeminent în China, Coreea, Taiwan, Japonia și Vietnam unde acest gest poate fi efectuat în picioare sau în genunchi.